# Seki Rolette
Die Seki Rolette war ein ConRo-Schiff, das im April 1992 nach einer Kollision in der Wesermündung sank.

## Geschichte
Das Schiff wurde 1976 als Blue Kobe auf der Kanda Zosensho-Werft in Kure, Japan für die Tokyoter Reederei Nissei Kaiun gebaut. Im Jahr 1978 erwarb die Reederei Sekiyo Seibaku aus Sendai das Schiff und taufte es auf Kaduna um. 1982 wurde das Schiff von Japan auf die Sekiyo Line nach Panama ausgeflaggt und erhielt seinen letzten Namen Seki Rolette.
Am 23. April 1992 gegen 1:00 Uhr kollidierte die für Hamburg bestimmte Seki Rolette im ostgehenden Fahrwasser des Verkehrstrennungsgebiets Terschelling-Deutsche Bucht mit dem aus der Außenweser ausfahrenden, auf Jungfernfahrt befindlichen, Containerschiff Choyang Moscow. Die Seki Rolette wurde an ihrer Steuerbordseite getroffen und sank innerhalb weniger Minuten, wobei der Kapitän und vier Besatzungsmitglieder zu Tode kamen; 19 weitere Seeleute wurden aus der See gerettet. Durch den Untergang traten rund 120 Tonnen Slop und 100 Tonnen Öl aus.
Die Choyang Moscow traf am Tag nach der Kollision zur Reparatur bei den Motorenwerken Bremerhaven (MWB) ein. Der zerstörte Wulstbug wurde dort bis Anfang Mai durch einen für ein im Bau befindliches Schwesterschiff bereitliegenden Wulstbug ersetzt.
Im Juni 1992 gewann eine deutsch-niederländische Bergungsgemeinschaft den Auftrag, das Wrack der Seki Rolette, welches den dichten Schiffsverkehr in der ostgehenden Richtung des Verkehrstrennungsgebiets gefährdete, zu entfernen. Zunächst richtete man das schon versandende Wrack mit den Schwimmkränen Roland,  Thor, Taklift 5 und dem Windenponton Taklift 7 auf, musste die weiteren Arbeiten aber aufgrund einer Schlechtwetterperiode unterbrechen. Das eigentliche Heben des rund 7000 Tonnen schweren Wracks wurde dann im September 1992 mit den Schwimmkränen Roland,  Thor und Taklift 1 sowie den Hebepontons Tak 10 und Takcrane 1 durchgeführt. Das am 22. September gehobene Schiff setzte man am 25. September im seichten Wasser des Neuwerker Elbfahrwahrwassers ab, wo man zunächst vorhatte, es für die direkte Verschleppung zur Abwrackwerft vorzubereiten. Die Kollisions- und Bergeschäden erwiesen sich jedoch als zu schwerwiegend, woraufhin man sich für eine Überführung mit dem Schwergutponton Giant 3 entschied. Nach mehreren fehlgeschlagenen Versuchen, das Wrack bei Neuwerk auf das Ponton zu bekommen, wurden Seki Rolette und Ponton zum Waltershofer Hafen geschleppt, wo es schließlich am 26. Oktober gelang, den Havaristen an Deck des Pontons zu heben. Zwei Tage darauf verließ der Schleppzug Hamburg in Richtung Rotterdam, wo das weit über den Ponton hinausragende Wrack provisorisch versteift und für die letzte Reise zum Abbruch nach Aliağa vorbereitet wurde. Am 8. November verließ der Schleppzug mit dem Schlepper Toisa Intrepid Rotterdam und traf schließlich am 27. November im Bestimmungshafen ein.

## Bedeutung
Der Fall Seki Rolette gilt aus mehreren Gründen bis heute als herausragender Schiffsunfall. Kollision und Bergung wurden 1992 mit großem Medieninteresse verfolgt und die see- und handelsrechtliche Abwicklung des Falles findet bis heute Niederschlag in der Fachliteratur. Zum einen warf die Kollision Fragen zur Verkehrsführung und -überwachung in der Deutschen Bucht auf. Um ähnliche Seeunfälle zu vermeiden, wurde die Verkehrsführung der Außenweser in das anschließende Verkehrstrennungsgebiet am 8. Oktober 1992 geändert und die Umbenennung der vorher deutsch benannten Verkehrstrennungsgebiete auf die international übliche englische Form auf den Weg gebracht. Zum anderen war die Bergung der Seki Rolette die seinerzeit größte Hebung eines kompletten Wracks in einem Stück vor der deutschen Küste. Darüber hinaus wurden die Bergungskosten erstmals abweichend von der althergebrachten Lloyd’s Open Form getragen.

## Technik
Aufbauten, Maschinenanlage und RoRo-Rampe waren achtern angeordnet. Das Schiff besaß drei Laderäume mit zwei Decks und umfangreiches, herkömmliches Ladegeschirr mit zwei 60-Tonnen-Schwergutbäumen und drei 20-Tonnen-Ladebäumen. Der Antrieb des Schiffes bestand aus einem in Pielstick-Lizenz bei Nippon Kōkan gebauten Sechzehnzylinder-Viertakt-Dieselmotor in V-Anordnung mit 7758 kW, der über ein Getriebe auf den Propeller wirkte.